# West Palm Beach
West Palm Beach je město v okrese Palm Beach County na Floridě ve Spojených státech. Nachází se bezprostředně na západ od sousedního Palm Beach, které leží na bariérovém ostrově přes lagunu Lake Worth. Při sčítání lidu v roce 2020 zde žilo 117 415 obyvatel. West Palm Beach je hlavním městem metropolitní oblasti Miami, v níž v roce 2020 žilo 6 138 333 obyvatel. Jedná se o nejstarší samostatně řízenou obec v oblasti jižní Floridy, neboť byla ustavena jako město dva roky před Miami v listopadu 1894. West Palm Beach se nachází přibližně 109 km (68 mil) severně od centra Miami. 